# Лолинг (лаосская буква)
Лолинг (линг — обезьяна) — ло, 22-я буква лаосского алфавита, в тайском алфавите соответствует букве лолинг (36-я буква), обозначает латеральный альвеолярный аппроксимант. Как инициаль относится к согласным аксонтам (нижний класс), может образовать слоги, произносимые 2-м, 3-м, 4-м и 6-м тоном. 1-й и 5-й тон образуются с помощью диграфа хохан-лолинг, слова начинающиеся на этот диграф в словаре находятся в разделе буквы хохан.
Туа-тхам — 